# 安哈特-貝恩堡-紹姆堡-霍伊姆的艾瑪
安哈特-貝恩堡-紹姆堡-霍伊姆的艾瑪（德語：Emma von Anhalt-Bernburg-Schaumburg-Hoym，1802年5月20日—1858年8月1日），瓦爾德克和皮爾蒙特親王妃，安哈特-貝恩堡-紹姆堡-霍伊姆親王維克多二世的女兒。

## 家庭
1823年，艾瑪和瓦爾德克和皮爾蒙特親王格奧爾格二世結婚，兩人共有3子2女：
1. 奧古斯塔（英语：Princess Augusta of Waldeck-Pyrmont）（1824年—1893年）
2. 約瑟夫（1825年—1829年），夭折
3. 赫爾敏（英语：Princess Hermine of Waldeck and Pyrmont）（1827年—1910年）
4. 格奧爾格·維克多（1831年—1893年）
5. 沃爾拉德（1833年—1867年）